# زندگی با پدر
زندگی با پدر (انگلیسی: Life with Father) فیلمی در ژانر کمدی به کارگردانی مایکل کورتیز است که در سال ۱۹۴۷ منتشر شد.

## بازیگران
- ویلیام پاول
- آیرین دان
- الیزابت تیلور
- ادموند گون
- جیمی لایدن
- مورونی اولسن
- مونته بلو
- ارلن دال
- کریتن هالی
- مارتین میلنر
- داگلاس کندی
- زیسو پیتس